# Inonotus tabacinus
Inonotus tabacinus är en svampart som först beskrevs av Jean François Montagne, och fick sitt nu gällande namn av Gordon Herriot Cunningham 1948. Inonotus tabacinus ingår i släktet Inonotus och familjen Hymenochaetaceae.   Inga underarter finns listade i Catalogue of Life.